# Élections municipales françaises de 1874
Les élections municipales françaises de 1874 se sont déroulées les 22 et 29 novembre 1874.
Les maires et adjoints, proposés par les préfets, sont nommés par le président de la République (loi du 20 janvier 1874 : loi sur les maires et les attributions de police municipale).